# Osmá armáda (Spojené království)

Odznak britské osmé armády

Osmá armáda (Eighth Army) byla jedna z nejznámějších britských armád během druhé světové války. Armáda se roku 1941 zformovala v severní Africe a zde vybojovala, pod velením generála Montgomeryho, jednu z rozhodujících bitev druhé světové války – Bitvu u El Alameinu. Osmá armáda představovala od svého vzniku hlavní a do vylodění spojenců v Alžírsku a Maroku jedinou spojeneckou armádu v severní Africe. Po úspěšném Tuniském tažení se zúčastnila také invaze na Sicílii a invaze do samotné Itálie. Zde se vyznamenala v kruté bitvě o Gustavovu linii, zejména v boji o její hlavní opěrný bod – Monte Cassino. Jako jedna z hlavních spojeneckých armád zůstala v Itálii až do konce války.

## Velitelé
- Alan Cunningham (od 9. září 1941 do 26. listopadu 1941)
- Neil Ritchie (od 26. listopadu 1941 do 25. června 1942)
- Claude Auchinleck (od 25. června 1942 do 13. srpna 1942)
- Bernard Law Montgomery (od 13. srpna 1942 do 29. prosince 1943)
- Oliver Leese (od 29. prosince 1943 do 1. října 1944)
- Richard McCreery (od 1. října 1944 do července 1945)